# 保罗·博耶
保罗·德罗斯·博耶（英語：Paul Delos Boyer，1918年7月31日—2018年6月2日），美国生物化学家。因阐明三磷酸腺苷生物合成的机理而与约翰·沃克、延斯·克里斯蒂安·斯科共同获得1997年的诺贝尔化学奖。

## 逝世
2018年6月2日，保羅·博耶因呼吸衰竭而在洛杉磯的自宅中辭世，享耆壽99歲。